# England and Wales Cricket Board
Der England and Wales Cricket Board (ECB) ist der für England und Wales zuständige nationale Cricketverband. Er wurde am 1. Januar 1997 gegründet und ersetzte damit den Test and County Cricket Board (TCCB), die National Cricket Association (NCA) und den Cricket Council. Er hat seinen Sitz auf dem Lord’s Cricket Ground in London, das dem Marylebone Cricket Club gehört. Er vertritt England und Wales beim Weltverband International Cricket Council (ICC) als Vollmitglied und beim Kontinentalverband European Cricket Council (ECC). Die britischen Landesteile Schottland und Nordirland besitzen eigene Cricketverbände, im Falle von Nordirland einen gesamtirischen Verband.
Der Marylebone Cricket Club (MCC) organisierte ab 1903 alle Touren Englands. Mit Ausnahme der Tests trat die englische Mannschaft bei Tour-Spielen bis zu ihrer Australientour in der Saison 1976/77 offiziell als MCC an. Die Mannschaft trug letztmals bei ihrer 1996/97-Neuseelandtour Neuseeland die Farben des MCC. Von 1968 bis 1997 lag die Verantwortung beim Test and County Cricket Board (TCCB), der die Aufgabe vom MCC übernommen hatte.

## Geschichte
Für die Heimspiele änderten sich ab der Ashes-Serie 1899 die Nominierungsregeln für die Nationalmannschaft. Erstmals richtete der MCC und die County-Clubs ein selection committee („Auswahlkomitee“) zur Auswahl der Spieler ein. Bis dahin war der Kader durch den jeweiligen Heimclub des Spielortes bestimmt worden. Die damals aktiven Amateurspieler Grace, Lord Hawke und Warwickshires Kapitän Herbert Bainbridge waren Teil des Komitees. Durch die Zusammensetzung des Komitees kam es bei der Auswahl der Spieler ebenfalls zu einer Bevorzugung von Amateuren.
In den 1990er Jahren zeigte Englands Mannschaft schwache Leistungen, eine Ursache war die Inanspruchnahme der Spieler bei den County-Mannschaften, wodurch England selten eine Tourmannschaft in voller Stärke zusammenstellen konnte. Dies führte Schlussendlich zur Übernahme der Organisation durch das England and Wales Cricket Board weg vom MCC und die Einführung zentraler Verträge. In den frühen 1990er Jahren lösten sich außerdem Irland und Schottland von der englischen Mannschaft und werden seitdem von ihren eigenen Nationalmannschaften vertreten. Bis zu diesem Zeitpunkt vertrat die englische Mannschaft faktisch das gesamte Vereinigte Königreich und die Republik Irland.

## Aufgabe

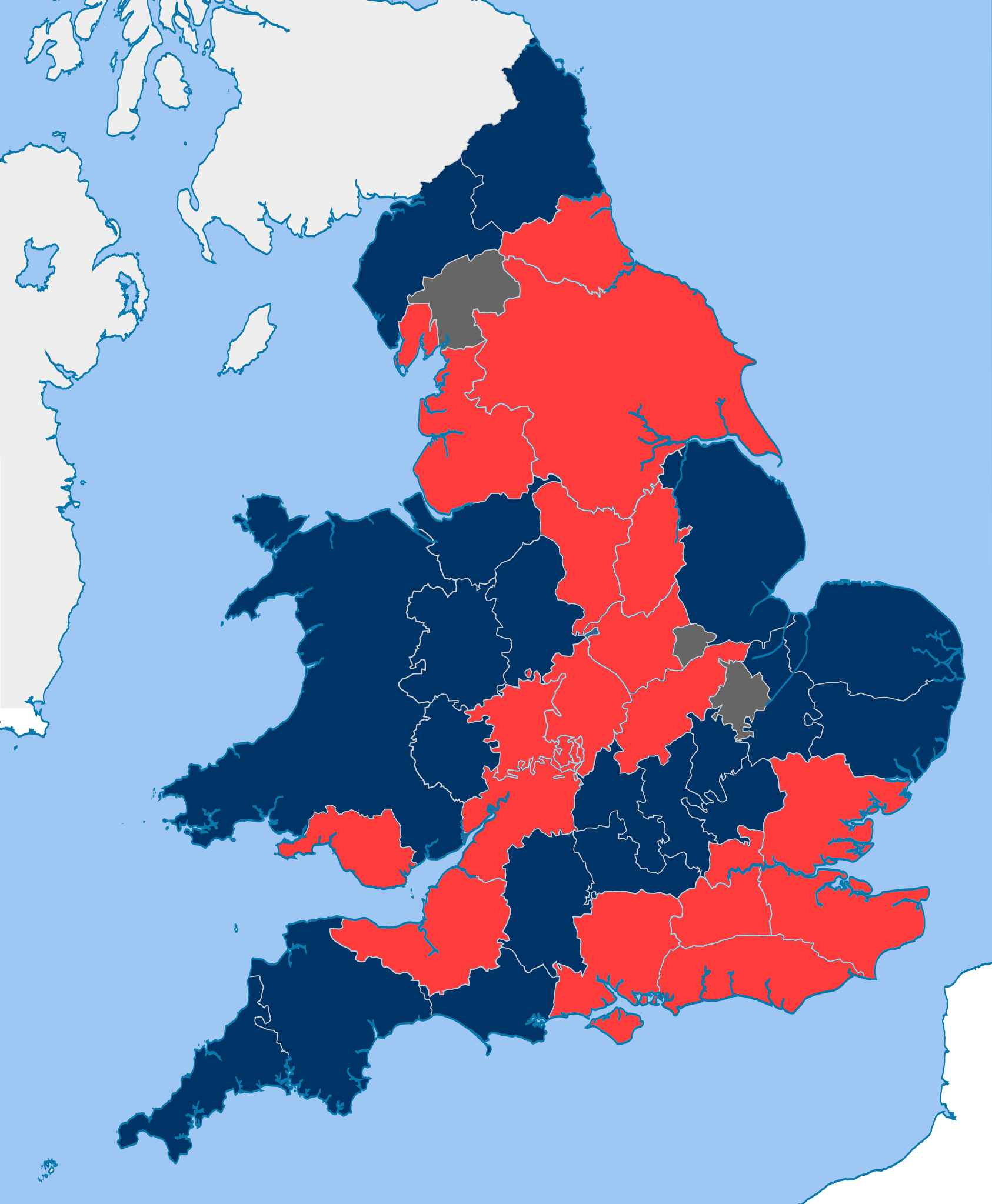
Countymannschaften in England und Wales:
First-Class Counties
National Counties (früher Minor Counties genannt)
Andere Grafschaften

Das mächtigste Organ des ECB war bis 2005 das First Class Forum, bestehend aus den 18 First-Class Counties und dem MCC. Nach dessen Abschaffung obliegt die Leitung bei einem 15-köpfigen Management Board und drei Arbeitsausschüssen.
Die wichtigste Aufgabe des Verbandes, abgesehen von der Jugendförderung, ist mit Abstand die Organisation der englischen Nationalmannschaft, da sich im Gegensatz zum Fußball beispielsweise das Interesse der Öffentlichkeit viel stärker auf die Nationalmannschaft als auf die Clubmannschaften konzentriert.
Die Aufstellung der englischen Nationalmannschaft liegt traditionell in den Händen eines Auswahlkomitees. Ihm gehören unter anderem dessen Vorsitzender, der Chairman of Selectors und der Head Coach der Nationalmannschaft an, und nach dem englischen System auch der Kapitän. Dieser und sogenannte centrally contracted Spieler sind seit einigen Jahren nicht mehr bei ihren Countys, sondern dem Verband angestellt, was, nach anfänglichem Widerstand der Countys, nach allgemeiner Auffassung wesentlich zum Wiedererstarken der englischen Nationalmannschaft beigetragen hat.
Eine neue Einrichtung zur Förderung junger Crickettalente ist die ECB National Academy, die derzeit an der Loughborough University angesiedelt ist.
Der Löwenanteil der Einnahmen für den Verband, und insbesondere auch der 18 First-Class Counties, stammt aus den Fernsehrechten für Länderspiele. Ohne die regelmäßigen Zuwendungen durch den ECB wären viele County Clubs finanziell kaum Überlebensfähig.

## Wettbewerbe der First-Class County Clubs
- County Championship seit 1890
- Twenty20 Cup seit 2003
- Royal London One-Day Cup seit 2014
- National League bis 2009
- Friends Provident Trophy bis 2009
- Benson & Hedges Cup bis 2002

## Wettbewerbe im Frauen-Cricket
- Women’s One-Day Cup seit 1997
- Women’s Twenty20 Cup seit 2009
- Women’s Cricket Super League seit 2016

## Franchise-Cricket für Männer und Frauen
- The Hundred seit 2021